# Edwina Cynthia Annette Ashley

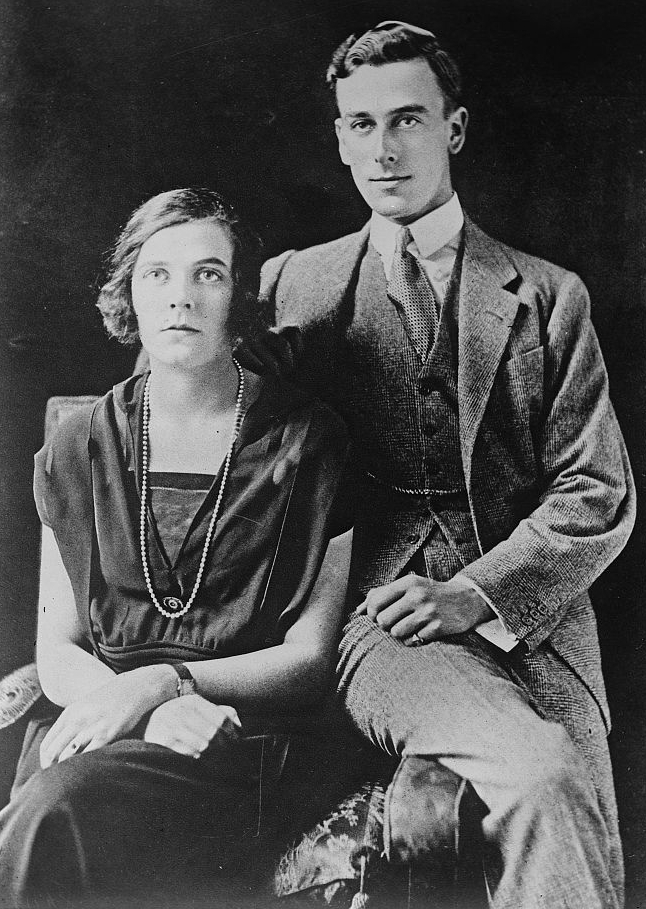
Edwina Cynthia Annette Ashley en Louis Mountbatten

Edwina Cynthia Annette Ashley, gravin Mountbatten van Birma, (Hampshire, 28 november 1901 — Kota Kinabalu,  21 februari 1960) was de echtgenote van de laatste gouverneur-generaal van Brits-Indië, Louis Mountbatten.

## Biografie
Ze werd in 1901 geboren als de dochter van parlementslid Wilfred Ashley (sinds 25 mei 1880 baron Mount Temple) en Amalia Mary Maud Cassel, de enige dochter van de Britse bankier Ernest Cassel. Toen haar grootvader in 1921 stierf, liet hij haar als zijn favoriete kleindochter een enorm fortuin na.
Lady Edwina ontmoette Louis Mountbatten in 1920 voor het eerst. Op 18 juli 1922 trouwden ze in aanwezigheid van de gehele Britse koninklijke familie. Lady en Lord Mountbatten hadden beiden vele affaires. Toch waren ze toegewijd aan elkaar en hadden ze een gelukkig huwelijk. 

Edwina stierf op 58-jarige leeftijd te Kota Kinabalu, ze kreeg, naar eigen wens,  een zeemansgraf voor de kust van Portsmouth.
Het paar kreeg twee kinderen:
- Patricia Edwina Victoria (14 februari 1924 - 13 juni 2017)
- Pamela Carmen Louise (19 april 1929)

### Titels
- Miss Edwina Ashley (1901 – 1922)
- Lady Louis Mountbatten (1922 – 1946)
- Vicountess Mountbatten van Birma (1946 – 1947)
- Countess Mountbatten van Birma (1947 – 1960)